# Автономна съветска социалистическа република Коми
Автономна съветска социалистическа република Коми (на руски: Автономная Советская Социалистическая республика Коми) е автономна република в състава на Съветския съюз. Създадена е на 5 декември 1936 г. и просъществува до 1991 г., когато се преобразува в Република Коми като субект в състава на Руската Федерация.
Територията ѝ е 415 000 кв. км с население 1 247 000 души. Съотношението градско/селско население е съответно 936 000 към 311 000 души. Коми АССР е наградена с орден „Ленин“ (1966), орден „Октомврийска революция“ (1971) и орден „Дружба на народите“ (1972).

## Население
Националният състав на републиката към 1979 г. е следният:
- коми – 281 000
- руснаци – 630 000
- украинци – 94 000
- беларуси – 25 000 и други